# Max Ittenbach
Max Theodor Ludwig Ittenbach (* 18. April 1831 in Gymnich; † 22. Oktober 1908 in Berlin-Charlottenburg) war ein deutscher Generalauditeur der kaiserlichen Armee und Marine.

## Leben
Während seines Studiums in Bonn und Heidelberg wurde er 1849 Mitglied der Burschenschaft Marcomannia Bonn. Ittenbach begann seine berufliche Karriere 1859 als Gerichtsassessor in Koblenz und wurde 1866 ans Landgericht in Elberfeld versetzt. Zwei Jahre später (1868) wurde er zum Staatsanwalt in Frankfurt am Main ernannt und 1871 zum ersten Oberprokurator am Landgericht Metz. Im Jahr 1877 wurde er Geheimer Regierungsrat im Reichsjustizamt und 1880 Geheimer Oberregierungsrat. 1885 wurde er zum Generalauditeur der Armee und Marine ernannt. Im Jahr 1895 wurde er Wirklicher Geheimer Oberjustizrat mit der Anrede „Exzellenz“. Er war Mitglied des preußischen Staatsrats zu Berlin und ab 1891 Mitglied des preußischen Herrenhauses auf Lebenszeit.